# Xenochaeta
Xenochaeta is een geslacht van insecten uit de familie van de Boorvliegen (Tephritidae), die tot de orde tweevleugeligen (Diptera) behoort.

## Soorten
- X. aurantiaca (Doane, 1899)
- X. dichromata Snow, 1894